# Kirklington (Nottinghamshire)
Kirklington – wieś w Anglii, w hrabstwie Nottinghamshire, w dystrykcie Newark and Sherwood. Leży 21 km na północny wschód od miasta Nottingham i 188 km na północ od Londynu.